# کودکان به قصه نیاز دارند
کودکان به قصه نیاز دارند: کاربردهای افسانه و افسون (به انگلیسی: The Uses of Enchantment: The Meaning and Importance of Fairy Tales) از مهم‌ترین کتاب‌های برونو بتلهایم (به انگلیسی: Bruno Bettelheim) است که توسط کمال بهروزکیا به فارسی ترجمه و در نشر افکار منتشر شده‌است.
کتاب کودکان به قصه نیاز دارند: کاربردهای افسانه و افسون کاربردها و کارکردهای قصه های عامیانه را در فرایند فرهنگ پذیری نشان می دهد و نقش قصه ها را در دنیای کودکان باز می گوید. کار کرد مثبت قصه ها در شکل گیری شخصیت و افکندن نگاهی دوباره به قصه های عامیانه بحث اصلی کتاب است.
بنابر "دیباچه" کتاب به قلم نویسنده: "امروزه مانند دوران گذشته مهمترین و دشوارترین وظیفه ی تعلیم و تربیت این است که به کودک یاری رساند تا برای زیستن معنایی بیابد، در این باره تجربه های بسیاری برای رشد لازم است کودک باید در جریان رشد بیاموزد که همواره خود را بهتر بفهمد، در این صورت قادر است که دیگران را نیز درک کند و سرانجام روابط رضایتبخش و موثری با آنان برقرار سازند.
با توجه به این دیدگاه، ادبیات کودکان سهم بزرگی در رشد و تکامل روح و شخصیت کودک دارد... چون زندگی کودک اغلب برایش آشفته به نظر می رسد، باید به او امکان داد که در این دنیای پیچیده خود را بشناسد، و برای احساسات آشفته اش مفهومی بیابد. او به انگیزه هایی احتیاج دارد که بتواند ابتدا احساسات درون ، و سپس زندگی خویش را نظم بخشد. ... کودک این معنا را در قصه می یابد ... قصه ی عامیانه بسیار عمیق تر از هر مطلب خواندنی دیگری از جایی آغاز می کند که کودک از نظر وجود روانی و عاطفی، خود را در آن می یابد...امید من این است که درک درست امتیازهای بی همتای قصه از سوی پدران و مادران و معلمان باعث شود که قصه ها نقش مهمی را که قرنها در زندگی کودکان داشته اند، دوباره در زندگی آنان ایفا کنند".